# 제이미 올리버
제이미 트레버 올리버(영어: Jamie Oliver, MBE, 1975년 5월 27일 ~ )는 영국의 요리사이자 방송인으로, 공교육 급식에서의 가공 식품 사용을 반대하는 캠페인을 진행해온 것으로 유명하다. 별칭 '네이키드 셰프(Naked Chef)'로도 잘 알려져 있다. 록 밴드 스칼릿 디비전(Scarlet Division)의 구성원이기도 하며, 밴드에서 드럼을 맡고 있다.

## 서훈
- 2003년 대영 제국 훈장 5등급(MBE) 수훈[1]